# Hypogastrura
Hypogastrura är ett släkte av urinsekter. Hypogastrura ingår i familjen Hypogastruridae.

## Dottertaxa tillHypogastrura, i alfabetisk ordning[1][2]
- Hypogastrura aequipilosa
- Hypogastrura aethiopica
- Hypogastrura affinis
- Hypogastrura agaricina
- Hypogastrura albamaculata
- Hypogastrura albella
- Hypogastrura alta
- Hypogastrura antra
- Hypogastrura arctandria
- Hypogastrura assimilis
- Hypogastrura aterrima
- Hypogastrura austriaca
- Hypogastrura baltica
- Hypogastrura barguzini
- Hypogastrura bilineata
- Hypogastrura bokusi
- Hypogastrura boldorii
- Hypogastrura breviempodialis
- Hypogastrura brevifurca
- Hypogastrura brevispina
- Hypogastrura bulba
- Hypogastrura caduceator
- Hypogastrura calceolaris
- Hypogastrura campbelli
- Hypogastrura capitata
- Hypogastrura carpatica
- Hypogastrura cellaris
- Hypogastrura chouardi
- Hypogastrura christianseni
- Hypogastrura concolor
- Hypogastrura conflictiva
- Hypogastrura consanguinea
- Hypogastrura copiosa
- Hypogastrura coprophila
- Hypogastrura crassa
- Hypogastrura crassaegranulata
- Hypogastrura dasiensis
- Hypogastrura deserti
- Hypogastrura devia
- Hypogastrura distincta
- Hypogastrura druki
- Hypogastrura elegans
- Hypogastrura elevata
- Hypogastrura exigua
- Hypogastrura fjellbergi
- Hypogastrura franconiana
- Hypogastrura fuentei
- Hypogastrura funesta
- Hypogastrura gami
- Hypogastrura gennargentui
- Hypogastrura ghirkani
- Hypogastrura gisini
- Hypogastrura gracilis
- Hypogastrura harveyi
- Hypogastrura hatiparae
- Hypogastrura helena
- Hypogastrura himalayana
- Hypogastrura hispanica
- Hypogastrura hohi
- Hypogastrura humi
- Hypogastrura hyperborea
- Hypogastrura hypnorum
- Hypogastrura inopinata
- Hypogastrura intermedia
- Hypogastrura ireneae
- Hypogastrura iwamurai
- Hypogastrura japonica
- Hypogastrura katraensis
- Hypogastrura kelmendica
- Hypogastrura lapponica
- Hypogastrura laxasensillata
- Hypogastrura leo
- Hypogastrura lima
- Hypogastrura litoralis
- Hypogastrura longimucrona
- Hypogastrura macrotuberculata
- Hypogastrura madera
- Hypogastrura magistri
- Hypogastrura manubrialis
- Hypogastrura matura
- Hypogastrura maxillosa
- Hypogastrura maynardi
- Hypogastrura meridionalis
- Hypogastrura mexicana
- Hypogastrura microspina
- Hypogastrura mongolica
- Hypogastrura montana
- Hypogastrura monticola
- Hypogastrura morbillata
- Hypogastrura myrmecophila
- Hypogastrura narkandae
- Hypogastrura neglecta
- Hypogastrura nemoralis
- Hypogastrura nepalica
- Hypogastrura nivicola
- Hypogastrura norica
- Hypogastrura obliqua
- Hypogastrura omnigra
- Hypogastrura oregonensis
- Hypogastrura oreophila
- Hypogastrura packardi
- Hypogastrura pahiku
- Hypogastrura papillata
- Hypogastrura paradoxa
- Hypogastrura parvula
- Hypogastrura perplexa
- Hypogastrura pityusica
- Hypogastrura prabhooi
- Hypogastrura promatro
- Hypogastrura protoviatica
- Hypogastrura punctata
- Hypogastrura purpurescens
- Hypogastrura pyrenaica
- Hypogastrura ramia
- Hypogastrura rangkuli
- Hypogastrura rehi
- Hypogastrura reticulata
- Hypogastrura rossi
- Hypogastrura sahlbergi
- Hypogastrura sensilis
- Hypogastrura serrata
- Hypogastrura similis
- Hypogastrura simsi
- Hypogastrura socialis
- Hypogastrura sonapani
- Hypogastrura sparta
- Hypogastrura spei
- Hypogastrura spelaea
- Hypogastrura subboldorii
- Hypogastrura subpapillata
- Hypogastrura synacantha
- Hypogastrura szeptyckii
- Hypogastrura tatrica
- Hypogastrura tchabensis
- Hypogastrura temarpurensis
- Hypogastrura tethyca
- Hypogastrura theeli
- Hypogastrura tianshanica
- Hypogastrura tigridis
- Hypogastrura tigrina
- Hypogastrura tooliki
- Hypogastrura trilobata
- Hypogastrura trybomi
- Hypogastrura tsukubaensis
- Hypogastrura tullbergi
- Hypogastrura turkmenica
- Hypogastrura ubsunurensis
- Hypogastrura unguiculata
- Hypogastrura utahensis
- Hypogastrura vernalis
- Hypogastrura verruculata
- Hypogastrura viatica
- Hypogastrura xiaoi
- Hypogastrura yamagata
- Hypogastrura yinae
- Hypogastrura yongmuensis
- Hypogastrura yosii
- Hypogastrura zhangi
- Hypogastrura zivadinovici